# 尹黙
尹 黙（いん もく、生没年不詳）は、中国後漢末期から三国時代の学者・政治家。字は思潜。益州梓潼郡涪県の出身。子は尹宗。『三国志』蜀志に伝がある。

## 生涯
当時、益州では今文の学が盛んで、字句の正確な読みを重視していなかった。
尹黙は広い視野で学問をするために、李仁（李譔の父）とともに荊州へ遊学し、司馬徽・宋忠らに師事して古文の学を学んだ。
あらゆる経書・史書に通じ、特に『春秋左氏伝』を詳しく研究し、劉歆の条例や鄭衆・賈逵父子・陳紀・服虔の注説などをほぼ暗誦したため、再び書物を開くことはなかった。
建安19年（214年）、劉備が益州を手に入れ牧を兼務すると、尹黙は勧学従事に任命された。
建安25年（220年）、同僚たちとともに、帝位に就くようにとの上奏文を劉備に奉じた。
章武元年（221年）5月、劉禅が立太子されると太子僕に任命され、『春秋左氏伝』を教授した。
建興元年（223年）5月、劉禅が即位すると諫義大夫に任命された。その後、漢中に駐屯していた諸葛亮の要請により、軍祭酒に任命された。
建興12年（234年）、諸葛亮が病没すると成都へ帰還し太中大夫に任命されたが、間もなく死去した。
子の尹宗は父の学問を受け継ぎ、博士となった。
小説『三国志演義』には、ほぼ名のみの登場である。